# Yıldız-Attentat

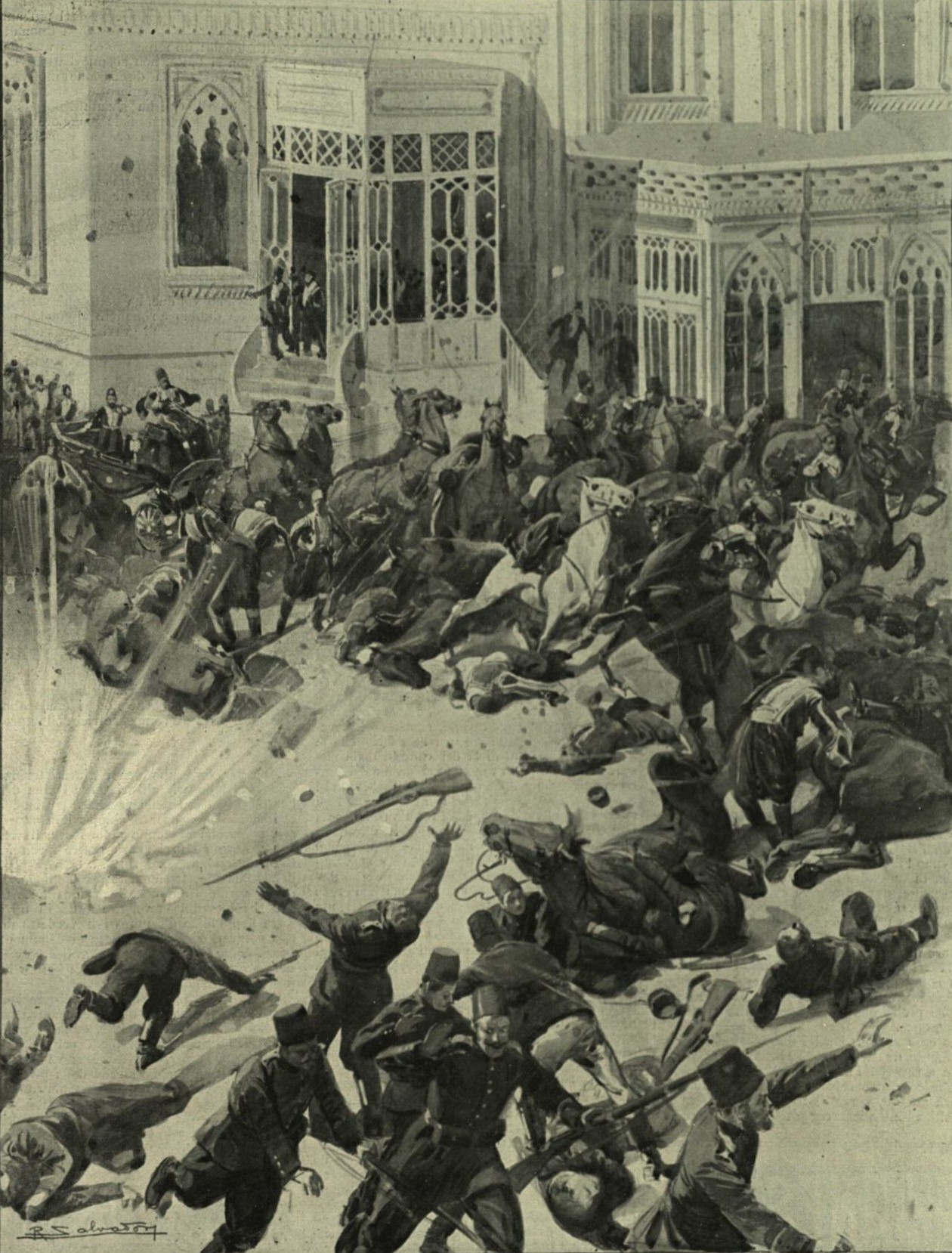
Das Yıldız-Attentat

Das Yıldız-Attentat (türkisch Yıldız Suikastı, armenisch Եըլտըզի մահափորձ Yeyltyzi mahap’vordz) vom 21. Juli 1905 war ein gescheiterter Anschlag auf Abdülhamid II. durch die Armenische Revolutionäre Föderation („ARF“) in der Hamidiye-Moschee der osmanischen Hauptstadt Istanbul. Insgesamt starben dabei 26 Menschen und 58 wurden verletzt.

## Hintergrund
Die Armenische Revolutionäre Föderation hatte seit ihrer Gründung 1890 zum Ziel, damals russische und osmanische Herrschaftsgebiete zu „befreien“ und so einen marxistisch-sozialistischen Nationalstaat Armenien auszurufen. Nationalistische Ambitionen von unterschiedlichen Ethnien des multiethnischen Osmanischen Reiches waren damals jedoch nicht unüblich: Neben dem armenischen Nationalismus können beispielsweise die jungtürkische Bewegung oder die griechische Megali Idea als Beispiele ethnisch-nationalistischer Bewegungen aufgeführt werden. Der Einfluss der französischen Revolution führte im Osmanischen Reichen zum Erstarken der nationalistischen Ambitionen der ethno-religiösen Millet-Minderheiten hin zu Milliyetçilik-Bewegungen (wörtlich „Milletismus“ i. S. v. „Nationalismus“), worauf das Sultanat unter anderem (erfolglos) mit der Ausrufung der Tanzimat-Ära reagierte. Auf das Millet-System des wirtschaftlich und militärisch angeschlagenen Osmanischen Reiches des 19. Jahrhunderts, welches ethno-religiösen Minderheiten eine weitreichende halbautonome Selbstverwaltung zugestand, wirkte die Entstehung des Nationalismus nach der französischen Revolution auf verheerende Weise destabilisierend und wird unter anderem als eine der Ursachen für den Untergang des Osmanischen Reiches angegeben. Im weiteren Sinne kann das Yıldız-Attentat somit als Teil des nationalen Befreiungskampfes der armenischen Millet-Minderheit angesehen werden und wird unter anderem von türkischer Seite aus als solches gedeutet.
In einem engeren Sinne waren Abdülhamids antiarmenische Politik wie die Hamidischen Massaker das Motiv hinter dem Attentatsversuch. Der armenische Widerstand im Osmanischen Reich wurde von der Nationalen Befreiungsbewegung geplant, darunter der Erste Sason-Widerstand von 1894, der Erste Widerstand von Zeytun 1895 und die Verteidigung von Van im Juni 1896. Die Geiselnahme in der Ottomanischen Bank am 26. August 1896 durch Mitglieder der ARF sollte die Aufmerksamkeit auf die Lage der Armenier lenken; sie wurde von Papken Siyuni und Armen Karo durchgeführt, welche die Filiale besetzten, die größtenteils europäisches Personal aus dem Vereinigten Königreich und Frankreich einstellte.

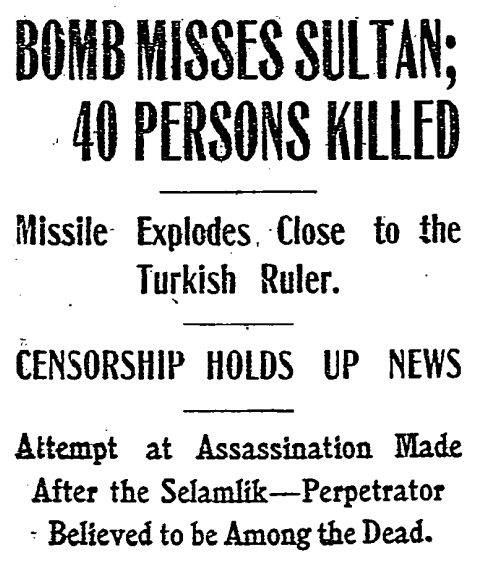
Schlagzeile der New York Times vom 22. Juli 1905

## Planung
Die Armenische Revolutionäre Föderation plante das Attentat auf den Sultan, um Rache zu nehmen. Taschnakmitglieder, geführt vom Parteigründer Kristapor Mikajeljan, begannen heimlich Sprengstoff herzustellen und planten die Operation in Sofia. Während der Planung wurde der Sprengstoff in einer improvisierten Bombenfabrik im Dorf Sablyar hergestellt, nahe der bulgarischen Stadt Kjustendil. Kristapor Mikajeljan starb zusammen mit seinem Freund Vramshabouh Kendirian bei einer versehentlichen Explosion. Obwohl die Hauptplaner der Operation ihr Leben ließen, wurde es wie geplant fortgesetzt.
Da Abdülhamid jeden Freitag in der Yıldız-Moschee betete und sie immer zur gleichen Zeit verließ, plante die Armenische Revolutionäre Föderation, Zeitbomben in einem Wagenpark außerhalb der Moschee zu verstecken, die dann explodieren sollten, wenn Abdülhamid die Moschee verließ. Es wurde beschlossen, dass Zareh, ein Fedai und Teilnehmer der Besetzung der Ottomanischen Bank, den Wagen fahren sollte.

## Handlung
Am 21. Juli 1905 fuhr Zareh den Wagen vor die Moschee. Er stellte die Schaltuhr auf 42 Sekunden. Abdülhamid tauchte nicht auf, da er in eine Konversation mit dem Scheichülislam geraten war. Die Bombe explodierte, ohne den Sultan zu verletzen. Die explodierende Bombe tötete zahlreiche Personen, darunter auch Zareh. Der Sultan kam wenige Minuten später als geplant an.
26 Mitglieder des Sultansgefolges starben, 58 wurden verwundet.

## Nachwirken
Bei den anschließenden Untersuchungen wurden weitere Attentatspläne bekannt.